# Mauro Campos
Mauro Fernando Orofino Campos (Rio de Janeiro, 27 de setembro de 1939) é um político brasileiro. Exerceu o mandato de deputado federal constituinte por Minas Gerais em 1988. Além de ocupar o cargo de deputado federal constituinte entre os anos de 1988-1991, Mauro Campos também atuou como agropecuarista, engenheiro naval e armador.

## Vida Pessoal e Acadêmica
Mauro Campos nasceu no Rio de Janeiro no dia 27 de setembro de 1939. Filho da professora Margarida Orofino Campos e do comerciário José Luís Campos, cursou o seu primeiro e segundo grau no Colégio Militar do Rio de Janeiro, entre 1953 e 1959.
Em 1964, formou-se em Engenharia Naval pela Escola Nacional de Engenharia, atual faculdade de engenharia da Universidade Federal do Rio de Janeiro, onde também concluiu sua pós-graduação em Engenharia Nuclear e Engenharia de Produção.
Formou-se também em economia aplicada à navegação na Universidade de Michigan. Deu aulas nos cursos de desenho industrial na Escola Henrique Laje, em Niterói (RJ), e de engenharia naval na antiga Escola Nacional de Engenharia.
Foi diretor do departamento de engenharia de Superintendência Nacional da Marinha Mercante (SUNAMAM), em 1969, e presidente da Sociedade Brasileira de Engenharia Naval (Sobena) no ano seguinte. Durante o período à frente do Sobena, Mauro viajou à Polônia em missão oficial do Ministério dos Transportes para vistoriar navios adquiridos naquele país pelo governo federal.
Entre 1971 e 1972, integrou o Conselho de Desenvolvimento Industrial do Ministério da Indústria e Comércio (MIC), e membro da Comissão Nacional de Energia Nuclear. Exercendo o cargo a ele atribuído, Mauro Campos teve de ir ao Japão em 1973 para promover a transferência de tecnologia de navios de grande porte. Em seguida, iniciou carreira na Transportes Fluviais e Marítimos S/A, empresa brasileira com especialidade em produtos químicos.
Entre 1984 e 1987, presidiu o Instituto Pan-Americano de Engenharia Naval.
Mauro Campos filiou-se ao Partido do Movimento Democrático Brasileiro (PMDB) em 1972. Ele ainda fez parte do Movimento Democrático Brasileiro (MDB), que fazia oposição ao regime militar que perdurou no Brasil entre 1964 e 1985. Ele disputou as eleições em 1986, concorrendo ao cargo de deputado federal na Câmara dos Deputados. Eleito, Mauro fez parte da Assembleia Nacional Constituinte, instalada em fevereiro de 1987, como titular da subcomissão do Sistema Financeiro, da Comissão do Sistema Tributário, Orçamento e Finanças e suplente da subcomissão da Política Agrícola e Fundiária e da Reforma Agrária, da Comissão da Ordem Econômica.
Nas votações como deputado, ele mostrou-se favorável a diversas políticas, dentre as quais:
- Rompimento com países que adotassem políticas de discriminação racial
- Soberania popular
- Voto facultativo aos 16 anos
- Mandato de cinco anos para o então presidente José Sarney
- Aborto
- Proibição do comércio de sangue
- Turno ininterrupto de seis horas
- Aviso prévio proporcional
- Unicidade sindical
- Nacionalização do subsolo
- Anistia aos micro e pequenos empresários
- Desapropriação da propriedade produtiva

Por outro lado, Mauro Campos também votou contra várias propostas colocadas em pauta:
- Pena de morte
- Limitação do direito à propriedade
- Estatização do sistema financeiro
- Limite de 12% ao ano para os juros reais
- Presidencialismo
- Mandato de segurança coletivo
- Jornada semanal de 40 horas
- Pluralidade sindical
- Criação de um fundo de apoio à reforma agrária
- Legalização do jogo do bicho

Em 1988, após a Constituição ser promulgada, Mauro Campos iniciou seu mandato, que duraria até as próximas eleições. No mesmo ano, ele se filiou ao então recém-fundado Partido da Social Democracia Brasileira (PSDB). Ele tentou a reeleição no pleito de 1990, mas não conseguiu obtê-la. Mauro deixou o mandato de deputado em janeiro do ano seguinte.
No ano de 1991, Mauro coordenou o grupo de trabalho criado pelo governo do Rio de Janeiro a fim de entender a situação da marinha mercante, construção naval e os portos do estado. Indicado pelo PSDB de Minas Gerais, tornou-se Diretor de Planejamento e Engenharia da Eletrobrás em 1993, na gestão do engenheiro José Luís Alquéres. Atuou como chefe do Grupo Coordenador de Planejamento dos Sistemas Elétricos e vice-coordenador do Sistema Nacional de Transmissão de Energia Elétrica e do Fundo de Financiamentos da Eletrobrás (Finel).
Mauro retornou ao setor naval em 1995, assumindo a presidência da Companhia Docas do Rio de Janeiro. Permaneceu no cargo até 1999, quando foi chamado por Henri Philippe Reichstul, presidente da Petrobrás, para incorporar-se à Petrobrás S.A, subsidiária da estatal.
Atualmente, tem dois filhos e é casado com a jornalista Gisele Simões Campos.
É sócio de seis empresas no estado do Rio de Janeiro. Elas somam um capital social de R$ 23.490.000,00. Associou-se à primeira empresa no dia 22 de setembro de 1967. É dono da empresa Rio Nave Serviços Navais Ltda., com capital social de onze milhões, quatrocentos e cinquenta mil reais, aberta em 30 de junho de 1998. Também possui a empresa Nitpar Participações S.A, com capital social de cento e quarenta mil reais, realizando holdings de instituições não-financeiras e aberta em 10 de maio de 2006; a Rio Nave 2010 Construção Naval Ltda., que realiza embarcações de grande porte, com cem mil reais de capital social e aberta em 9 de março de 2010; a Finco Comércio Indústria & Logística Marinha Ltda., que realiza navegação de apoio marítimo, aberta em 9 de abril de 2010, com cem mil reais de capital social; e, por fim, a mais antiga, Estai (Escritório de Serviços Técnicos e Assessoria Industrial), aberta em 22 de setembro de 1967, cuja atividade econômica é intermediação e agenciamento de serviços e negócios em geral, exceto imobiliários, com capital social de cinquenta mil reais.

## Principais Atividades e Cargos Políticos[1]
- Passou a integrar o Conselho de Desenvolvimento Industrial do Ministério da Indústria e Comércio (MIC) no ano de 1971
- Se filiou ao Partido do Movimento Democrático Brasileiro (PMDB) no ano de 1972
- Foi membro do Movimento Democrático Brasileiro (MDB)
- Em 1973, foi ao Japão como representante do Ministério dos Transportes para efetuar a transferência de tecnologia de navios de grande porte.
- Filiou-se ao Partido da Social Democracia Brasileira (PSDB), em 1988
- Em 1990 tentou a reeleição, mas não obteve sucesso.
- Conquistou a Diretoria de Planejamento e Engenharia da Eletrobrás no ano de 1993